# 大衆国家
大衆国家（たいしゅうこっか）とは国家の形態の一つ。これは大衆社会を基盤として成立している国家であり、19世紀から20世紀にかけて現れてきた。これは産業革命の進展により出来始めた国家であり、国家が独占資本主義になったならば、人口の多くは雇用者となり、国民の消費財や生活様式というのは一様化した。そしてマス・コミュニケーションも拡張し始めて、国民の意識面も一様化してきた。このようにして国民というのは大衆と呼ぶべき存在となっていき、このような大衆を基盤として成り立っている国家というのが大衆国家というわけである。